# Partido di Pergamino
Il partido di Pergamino è un dipartimento (partido) dell'Argentina facente parte della provincia di Buenos Aires. Il capoluogo è Pergamino.